# Matthew Soukup
Matthew Soukup (* 31. August 1997 in Calgary) ist ein ehemaliger kanadischer Skispringer.

## Werdegang
Soukup, der für den Altius Nordic Ski Club startete, begann im Jahr 2006 in Calgary mit dem Skisprungtraining. Er gab am 18. Februar 2012 beim FIS-Cup-Springen in Brattleboro sein internationales Debüt und erreichte dabei als 28. auf Anhieb die Punkteränge. In den folgenden Jahren blieb Soukup vorrangig in Nordamerika und nahm daher noch kaum an weiteren Wettbewerben des internationalen Skiverbands teil. Bei den Nordischen Junioren-Skiweltmeisterschaften 2014 in Predazzo war sein Leistungsniveau überdies nicht ausreichend, um mit der Weltspitze seiner Altersgruppe mitzuhalten. Dennoch wurde er als 59. bester der drei teilnehmenden Kanadier. Im Anschluss nahm Soukup vereinzelt an Wettkämpfen teil, zog sich allerdings erneut vorwiegend zum Training nach Nordamerika zurück. Im Winter 2014/15 kam er daher erst bei den FIS-Cup-Wettbewerben in Brattleboro im Februar zum Einsatz, wo er am ersten Tag als Vierzehnter ein passables Ergebnis erzielte. Wenige Tage später debütierte er daraufhin in Iron Mountain im Continental Cup, jedoch konnte er keine Punktgewinne verzeichnen. Nachdem er in den folgenden Jahren weitgehend erfolglose Wettkämpfe im FIS- und Continental Cup absolviert hatte, nahm er 2017 in Park City an seinen zweiten Nordischen Junioren-Skiweltmeisterschaften teil. Diese verliefen für ihn allerdings überaus unglücklich, da er beim Einzelspringen disqualifiziert wurde sowie beim Mixed-Teamspringen gemeinsam mit Nicole Maurer, Abigail Strate und Rogan Reid den elften und vorletzten Platz belegte.

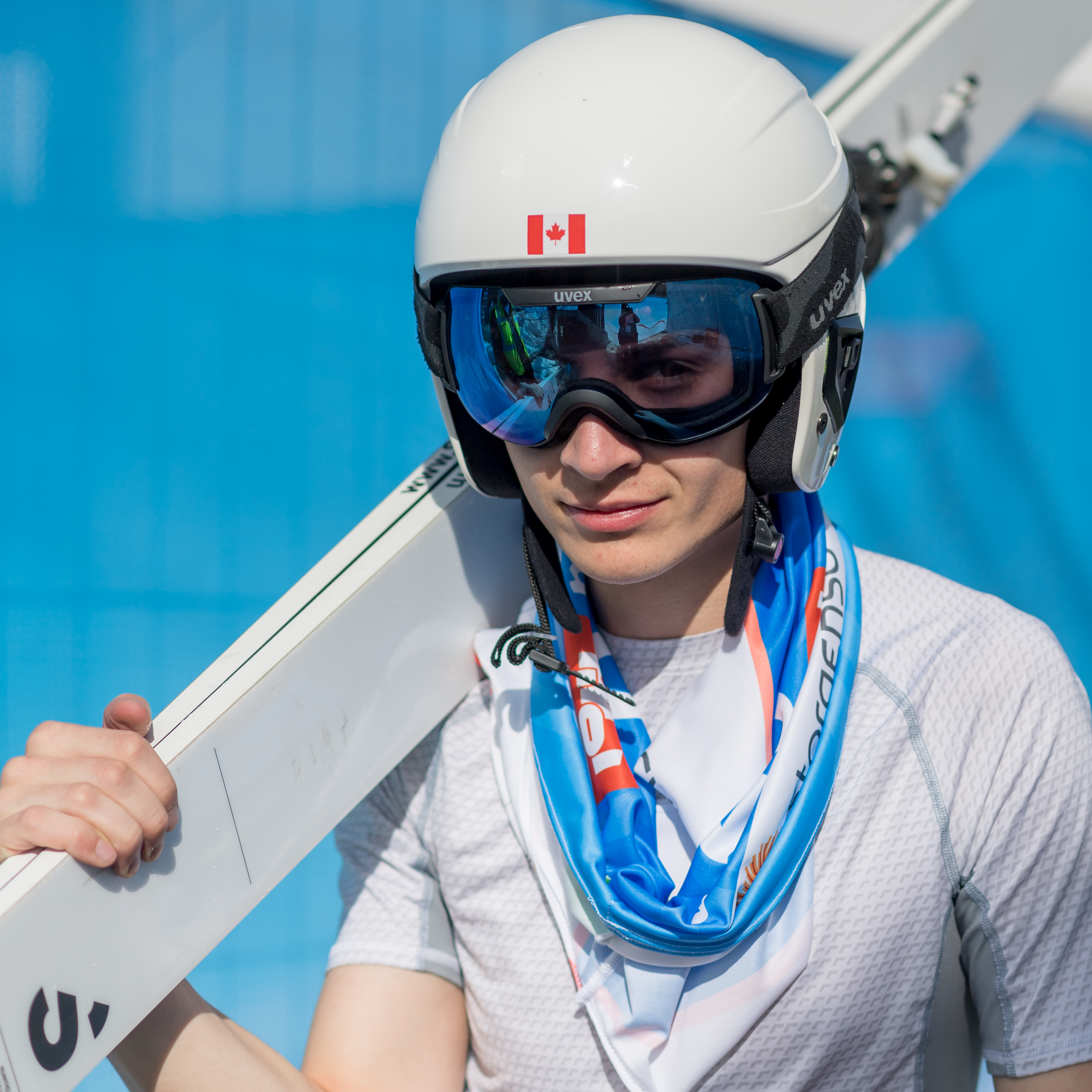
Soukup bei der WM 2019 in Seefeld

Im Sommer 2017 war Soukup erstmals über einen langen Zeitraum in Europa, um konstant an den Wettbewerben im Continental Cup teilzunehmen. Zwar gelangen ihm bei allen sechs Stationen, bei denen er an den Start ging, keine Punktgewinne, doch ermöglichte ihm dieser Schritt ein Leistungsvergleich auf höherem Niveau als in Kanada sowie das Sammeln von wichtigen Erfahrungen. Auch im Winter trat Soukup regelmäßig im Continental Cup an und erreichte am 20. Januar bei den Springen von der Kiremitliktepe in Erzurum den 19. Platz und somit erstmals die Punkteränge. Auch in den folgenden Wochen gelang ihm hin und wieder der Sprung unter die besten 30, sodass er die Saison mit 41 Punkten auf dem 103. Rang der Gesamtwertung abschloss. Im März 2018 wurde er zudem zum ersten Mal ins Weltcup-Team berufen, doch verpasste er in Lahti die Qualifikation. So erging es ihm auch im Sommer 2018, als er sich erstmals in der Qualifikation für ein Grand-Prix-Springen versuchte. Im Winter 2018/19 startete Soukup daher meist im zweitklassigen Continental Cup, in dem ihm seine ersten Punktgewinne der Saison Mitte Januar in Sapporo gelangen. Soukup blieb daraufhin in Japan, um an den Weltcup-Springen an gleicher Stelle teilzunehmen. Zwar verpasste er noch das erste Einzelspringen, doch konnte er sich für den zweiten Wettkampftag qualifizieren und so am 27. Januar 2019 sein Weltcup-Debüt feiern. Bei den Nordischen Skiweltmeisterschaften 2019 in Seefeld vertrat Soukup gemeinsam mit MacKenzie Boyd-Clowes den kanadischen Verband im Skispringen. Soukup gelang es allerdings weder von der Großschanze in Innsbruck noch von der Normalschanze, sich für die WM-Springen zu qualifizieren. Auch bei der Raw Air 2019 sowie dem Planica 7 2019 schied er jeweils bereits in der Qualifikation aus. Allerdings stellte er beim Skifliegen in Planica mit einem Flug auf 203,0 Meter seine erste persönliche Bestweite über der prestigeträchtigen Marke von 200 Metern auf.
In der Saison 2019/20 zeigte er sich formverbessert und sprang bereits im Sommer-Continental-Cup in Frenštát pod Radhoštěm auf einen starken siebten Platz. Bei seinem Debütwochenende im Grand Prix 2020 in Hakuba verfehlte er am zweiten Wettkampftag als 32. zudem nur knapp die Punkteränge. Im Winter reiste er meist mit dem Weltcup-Zirkus mit, doch schied er meist in der Qualifikation aus. Zum Auftakt in die Weltcup-Saison 2020/21 überzeugte Soukup mit im Vergleich zu den Vorjahren guten Trainings- und Wettkampfleistungen, sodass er in Wisła mit Rang 33 sowie in Ruka als 49. näher an die Top 30 sprang. Auch bei der Skiflug-Weltmeisterschaft Mitte Dezember in Planica konnte er diesen Trend bestätigen und sich für das Einzelfliegen qualifizieren. Im ersten Durchgang stellte er seine persönliche Bestweite von 204 Metern auf und erreichte nach vier Wertungssprüngen den 27. Platz. Am darauffolgenden Wochenende gelang ihm am zweiten Wettkampftag von der Gross-Titlis-Schanze in Engelberg sein erster Punktgewinn im Weltcup. In den darauffolgenden Wochen konnte er an seine Leistungen aus dem ersten Saisondrittel nicht anknüpfen, weshalb er zwischenzeitlich wieder an Wettbewerben des zweitklassigen Continental Cups teilnahm. Bei den Nordischen Skiweltmeisterschaften 2021 in Oberstdorf verpasste Soukup von der Normalschanze die Qualifikation für die Medaillenentscheidung. Gemeinsam mit Abigail Strate, Alexandria Loutitt und MacKenzie Boyd-Clowes wurde er zwei Tage später Zehnter im Mixed-Team. In der zweiten WM-Woche gelang ihm die Qualifikation für den Wettbewerb von der Großschanze, den Soukup als 44. abschloss. Da der kanadische Skiverband lediglich zwei Athleten ins Allgäu entsendete, kam er im Teamspringen nicht zum Einsatz.
Bei den Olympischen Winterspielen 2022 in Zhangjiakou belegte Soukup den 45. Platz im Einzelspringen von der Normalschanze und den 49. Platz von der Großschanze. Beim historisch ersten olympischen Mixed-Teamspringen gewann er gemeinsam mit Alexandria Loutitt, Abigail Strate und MacKenzie Boyd-Clowes die Bronzemedaille. Der Wettbewerb war dabei maßgeblich von der Materialkontrolle beeinflusst wurden, sodass vier Nationen mindestens eine disqualifizierte Athletin in ihren Reihen hatten. Daher wurde der dritte Platz Kanadas als überraschend eingestuft.
Im Oktober 2022 kündigte Soukup eine einjährige Karrierepause an, welche er aber 2023 und 2024 verlängerte. Im Jahr 2025 verkündete er, nicht wieder in den Profisport zurückzukehren.

## Privates
Soukup lebte einen Großteil des Jahres in Slowenien, wo er gemeinsam mit seinen nordamerikanischen Kollegen auf den Anlagen in Kranj und Planica trainierte. Mittlerweile wohnt er in Calgary.

## Statistik

### Weltcup-Platzierungen
| Saison  | Platz | Punkte |
| ------- | ----- | ------ |
| 2020/21 | 076.  | 01     |

### Grand-Prix-Platzierungen
| Saison | Platz | Punkte |
| ------ | ----- | ------ |
| 2021   | 059.  | 20     |

### Continental-Cup-Platzierungen
| Saison  | Sommer | Sommer | Winter | Winter | Gesamt | Gesamt |
| Saison  | Platz  | Punkte | Platz  | Punkte | Platz  | Punkte |
| ------- | ------ | ------ | ------ | ------ | ------ | ------ |
| 2017/18 | —      | —      | 074.   | 41     | 103.   | 41     |
| 2018/19 | —      | —      | 099.   | 12     | 126.   | 12     |
| 2019/20 | 063.   | 44     | 098.   | 09     | 096.   | 53     |
| 2020/21 | —      | —      | 076.   | 16     | 083.   | 16     |
| 2021/22 | 074.   | 18     |        |        |        |        |